# Andreas Vüllers
Andreas Vüllers (* 18. März 1831 in Paderborn; † 4. Februar 1931 ebenda) war ein deutscher Berg- und Hüttendirektor.
Er besuchte das Gymnasium in Dortmund und nach dem Studium arbeitete im Oberbergamtsbezirk Bonn. Im Jahre 1853 war er Obersteiger in Eschweiler, ab 1858 arbeitete er auf dem Faufacher Hüttenwerk im Spessart. Im Jahre 1867 holte ihn Graf Karl Franz von Ballestrem als Generaldirektor der Berg- und Hüttenwerke nach Ruda, Oberschlesien. Er blieb bis 1885 in dieser Funktion. Von 1874 bis 1885 war Vüllers als auch Amtsvorsteher in Ruda und Mitglied des Kreistages. Er hat sich sehr um da Wohl der Arbeitnehmer und der Bevölkerung verdient gemacht. Ab 1887 ist er im Ruhestand, den er in Paderborn verbrachte. Er wurde dort Mitglied der Stadtverordnetenversammlung und des Paderborner Kreistages. Im Jahre 1910 wurde er zum Ehrenbürger der Stadt Paderborn ernannt. Er veröffentlichte neben Arbeiten zum Bergbau auch Publikationen zur Geschichte und der Archäologie.

## Publikationen
- Die Eisensteinlagerstätten des Juras des südlichen Teutoburger Waldes und die dortigen bergbaulichen Verhältnisse. In: Der Berggeist, 4. Jahrgang (1859); Seiten 533–534, 549–550, 558, 566–567
- Dr. Friedrich Wilhelm Adam Sertürner, der Entdecker des Morphiums, ein Sohn des Paderborner Landes. S. 223–225. WZ = Westfälische Zeitschrift, Band 57 (1899)
- Die Wasserverhältnisse um und in Paderborn. S. 225–226. WZ Band 57 (1899)
- Die Scharne in Paderborn. S. 227–228. WZ Band 58 (1900)
- Über Steinmetzzeichen und Hausmarken. S. 228–233. WZ Band 58 (1900)
- Über die Entwicklung der zum ehemaligen Fürstentum Paderborn in Beziehungen gestandenen Salinen Salzkotten, Westernkotten und Salzuflen. S. 167–195. WZ, Band 59 (1901)
- Die sogenannte prähistorische »Stein-, Bronze- und Eisenzeit« mit Berücksichtigung westfälischer Fundstätten. S. 176–215. WZ, Band 60 (1902)
- Über die Alchemisten in Deutschland, insbesondere die alchemistische Tätigkeit in Westfalen. S. 161–178. WZ, Band 61 (1903)
- Über einige Deutungen der älteren Edda-Lieder und ihre Beziehungen zu Norddeutschland, speziell zu Westfalen. WZ, Band 63 (1905)